# ヴィヨン (ヨンヌ県)
ヴィヨン（仏：Villon）は、フランスのコミューン。ブルゴーニュ＝フランシュ＝コンテ地域圏のヨンヌ県に位置する。

## 歴史
古代ローマ時代はセノネス族の主邑・ウェッラウノドゥヌム（ラテン語：Vellaunodunum）があり、「ガリア戦記」ではガイウス・ユリウス・カエサルによって紀元前52年に占領されたことが記されている。

## 主な出身人物
詩人のフランソワ・ヴィヨンの後見人であったギヨーム・ヴィヨンの出身地であり、コミューンの名は彼に由来している。